# Siphonogorgia
Siphonogorgia är ett släkte av koralldjur. Siphonogorgia ingår i familjen Nidaliidae.

## Dottertaxa tillSiphonogorgia, i alfabetisk ordning[1]
- Siphonogorgia agassizii
- Siphonogorgia alba
- Siphonogorgia alexandri
- Siphonogorgia annectens
- Siphonogorgia annulata
- Siphonogorgia asperula
- Siphonogorgia boschmai
- Siphonogorgia chalmersae
- Siphonogorgia collaris
- Siphonogorgia crassa
- Siphonogorgia cylindrita
- Siphonogorgia densa
- Siphonogorgia dipsacea
- Siphonogorgia dofleini
- Siphonogorgia duriuscula
- Siphonogorgia eminens
- Siphonogorgia flavocapitata
- Siphonogorgia fragilis
- Siphonogorgia godeffroyi
- Siphonogorgia gracilis
- Siphonogorgia grandior
- Siphonogorgia harrisoni
- Siphonogorgia hicksoni
- Siphonogorgia indica
- Siphonogorgia intermedia
- Siphonogorgia koellikeri
- Siphonogorgia lobata
- Siphonogorgia macrospiculata
- Siphonogorgia macrospina
- Siphonogorgia media
- Siphonogorgia miniacea
- Siphonogorgia mirabilis
- Siphonogorgia obspiculata
- Siphonogorgia obtusa
- Siphonogorgia pallida
- Siphonogorgia palmata
- Siphonogorgia pauciflora
- Siphonogorgia pendula
- Siphonogorgia pichoni
- Siphonogorgia planoramosa
- Siphonogorgia purpurea
- Siphonogorgia pustulosa
- Siphonogorgia ramosa
- Siphonogorgia retractilis
- Siphonogorgia robusta
- Siphonogorgia rotunda
- Siphonogorgia rugosa
- Siphonogorgia scoparia
- Siphonogorgia simplex
- Siphonogorgia siphonogorgica
- Siphonogorgia splendens
- Siphonogorgia squarrosa
- Siphonogorgia variabilis